# Віролюбівська сільська рада
| Віролюбівська сільська рада — колишній орган місцевого самоврядування у Костянтинівському районі Донецької області з адміністративним центром у с. Віролюбівка. Сільській раді були підпорядковані населені пункти: - с. Віролюбівка - с-ще Безім'яне - с. Клинове - с. Попасне |

## Склад ради
Рада складалася з 12 депутатів та голови.

## Керівний склад сільської ради
| ПІБ                          | Основні відомості                                                                       | Дата обрання | Дата звільнення |
| ---------------------------- | --------------------------------------------------------------------------------------- | ------------ | --------------- |
| Пономарьов Леонід Васильович | Сільський голова, 1957 року народження, освіта, член Партії регіонів                    | 26.03.2006   | 31.10.2010      |
| Пономарьов Леонід Васильович | Сільський голова, 1957 року народження, освіта середня спеціальна, член Партії регіонів | 31.10.2010   |                 |

Примітка: таблиця складена за даними джерела